# Camponotus rufoglaucus
Camponotus rufoglaucus är en myrart som först beskrevs av Jerdon 1851.  Camponotus rufoglaucus ingår i släktet hästmyror, och familjen myror.

## Underarter
Arten delas in i följande underarter:
- C. r. controversus
- C. r. feae
- C. r. latericius
- C. r. rufoglaucus
- C. r. syphax
- C. r. tenuis
- C. r. zanzibaricus
- C. r. zulu